# Lucien Aigner
Lucien Aigner (14. srpna 1901 – 29. března 1999) byl maďarský fotograf a průkopník novinářské fotografie. Narodil se v roce 1901 v Érsekújvár, Rakousko-Uhersko (nyní Nové Zámky na Slovensku) a zemřel v roce 1999 v Waltham, Massachusetts.

## Život
Aignerův první fotoaparát byl Brownie, který si pořídil v devíti letech a fotografoval svou rodinu. V roce 1926 se Aigner stal reportérem maďarské novinářské skupiny Az Est a brzy pro ně začal fotografovat. V tomto období začal používat fotoaparáty Leica.
V roce 1935 dokumentoval pařížskou konferenci Stresa jako korespondent London General Press. Vyfotografoval Mussoliniho právě ve chvíli, kdy se chystal kýchnout a rukou si ucpává nos. Tento snímek se dostal na obálku Newsweek v roce 1940 a Aigner si upevnil pozici významného fotožurnalisty. V roce 1941 emigroval z Francie do Spojených států, aby unikl nacistickému pronásledování.
Aigner pak trávil čas na Princetonské univerzitě, kde portrétoval Alberta Einsteina, který tam učil. Tyto nejznámější snímky označil Aigner jako své nejslavnější a údajně také Einstein si tyto fotografie oblíbil.
Práce Lucien Aigner jsou zahrnuty do velkých muzejních sbírek včetně institucí jako jsou Metropolitan Museum of Art, Museum of Modern Art, Smithsonian, Mezinárodní centrum fotografie v New Yorku, Victoria and Albert Museum a Bibliothèque Nationale de France v Paříži.
Byl současníkem Brassaïe a Kertésze, slavných fotografů maďarského původu, jako je sám. Aigner pravděpodobně měl vliv na ně a možná také oni ovlivnili jeho.
Lucien byl starším bratrem Etienna, který vlastnil továrnu na módní kožené zboží.